# 중화민국 공산당
중화민국 공산당(중국어 정체자: 中華民國共產黨, 병음: Zhōnghuá Mínguó Gòngchǎndǎng 중화민궈 궁찬당[*])은 중화민국의 타이완 지구에서 활동했던 공산주의 정당이다. 2009년 3월 31일 비안탕비가 창당하였으며 중화인민공화국의 국기를 당기로 사용하였다. 2018년 5월 23일에 해산했다.
타이완 민주 공산당은 이 정당에서 갈라져 나온 정당으로, 2009년 9월 25일에 창당되었다.